# The Thinning: New World Order
The Thinning: New World Order es una película web estadounidense de suspenso y ciencia ficción social de 2018 y la secuela de la película de 2016 The Thinning. Al igual que con la primera película, la película fue dirigida por Michael J. Gallagher y protagonizada por Logan Paul como un joven que lucha contra un futuro distópico en el que el control de la población se aplica a través de una prueba de aptitud escolar. La película se lanzó a YouTube Premium después de ser archivada brevemente debido a las controversias en torno a su estrella, Logan Paul. En general, fue criticado por los críticos, con su enfoque excesivo en el personaje principal Blake, así como la falta de temas interesantes resaltados como razones de disgusto.

## Trama
El gobernador Dean Redding se postula para las próximas elecciones presidenciales. Intenta obtener el apoyo de Laina para su campaña para mitigar su propia controversia en torno al adelgazamiento. Ella se niega, pero luego es reclutada por la maestra, la Sra. Cole y el guardia de seguridad de Assuru Global, Jack, para aceptar la oferta de Redding, con el fin de ganarse su confianza y acercarse a él con la esperanza de que esto los ayude a terminar con el adelgazamiento para siempre.
Mientras tanto, el público presume que Blake está muerto después de que reprobó deliberadamente la prueba, pero en realidad fue llevado a una instalación de trabajo esclavo para fabricar productos de Assuru Global junto con otros estudiantes reprobados llamados los dignos (estudiantes reprobados elegidos por el gobierno para recibir un segundo oportunidad en la vida). Encuentra a Ellie allí y reavivan su relación. Blake intenta huir con Ellie, pero Mason King los atrapa. Los guardias de la DPC se llevan a Ellie mientras Mason le rompe la pierna a Blake.
Ocho meses después, dos semanas antes del día de las elecciones, Laina continúa apoyando la campaña de Redding. Kellan logra descifrar el secreto de los campos de trabajo, diciendo que Assuru Global no tiene un área de fabricación en su campus y que han estado comprando raciones militares de una compañía llamada TXPak, pudiendo servir comida a 100,000 personas por año. Wendy Banks no le cree y dice que no tiene pruebas ni pruebas. Visita a Laina y le cuenta todo en secreto y ella le cree. Cuando Kellan se sube a su auto, alguien intenta asfixiarlo con una bolsa, pero él activa la alarma del auto y asusta al asesino. Laina luego llama a la agente del FBI Joanne Morris y le cuenta sobre la teoría de Kellan. La Sra. Cole saca a Corrine y Joey del país solo para ser traicionada por su compañero de trabajo.
Según lo solicitado por la Sra. Cole, Laina obtiene toda la información de la computadora de la esposa de Redding, Georgina, y logra escapar, pero Jack es atrapado. Morris engaña a Laina y ella intenta matarla. Laina logra someter a Morris durante unos segundos antes de saltar a un apartamento. Visita a Kellan para copiar los archivos de los campamentos de su disco a su computadora. Kellan se va y se sube a su auto que explota cuando lo enciende. Laina toma el camino y se va. Se revela que Morris y sus hombres mataron a Kellan y también planeaban matar a Laina. Morris acampa detrás de una escalera afuera, mientras sus hombres entran al apartamento de Kellan. Pero Laina planeaba volar el apartamento y matar a los hombres de Morris. Cuando Laina se va, Morris la golpea, y Morris obliga a Laina a darle el impulso, pero Laina mata a Morris. Laina luego llega a BNC News donde le entrega el camino a Wendy.
Blake convence al Digno de traicionarlos y escapar. Blake y Ellie se quitan sus rastreadores GPS y escapan afuera, en medio del desierto de Texas. Los helicópteros BNC llegan al lugar y capturan un video de Blake y Ellie. Mason los atrapa e intenta matar a Blake. Ellie mata a Mason y ambos se ponen a salvo.
El gobernador Redding gana las elecciones y se convierte en presidente, solo para que se diga la verdad. Con pleno poder y autoridad sobre toda la nación, Georgina arresta a todos los que se enfrentaron a Redding. Laina, Blake y Ellie descubren que Georgina acabará con la democracia y la libertad en la nación. También son arrestados, pero son interceptados por Jack, quien dice trabajar para el FBI. Jack les dice que derrotarán a Redding y Georgina y que volverán a la normalidad.

## Reparto
| Actor                  | Personaje               |
| ---------------------- | ----------------------- |
| Logan Paul             | Blake Redding           |
| Peyton List            | Laina Michaels          |
| Lia Marie Johnson      | Ellie Harper            |
| Matthew Glave          | Gobernador Dean Redding |
| Calum Worthy           | Kellan Woods            |
| Charles Melton         | Cage                    |
| Michael Traynor        | Mason King              |
| Laura Harring          | Georgina Preston        |
| Rome Flynn             | Jack                    |
| Jana Winternitz        | Sra. Cole               |
| Amy Paffrath           | Wendy Banks             |
| Presciliana Esparolini | Agente Joanne Morris    |
| Sydne Mikelle          | Heather Forester        |
| Steven P. Cox          | Wade Freeman            |
| Aria Lyric Leabu       | Corrine Michaels        |
| Marcel Nahapetian      | Joey Michaels           |
| Elizabeth Greer        | Senadora Elaine Davis   |
| Jason Horton           | Sr. Leonard             |
| Spencer List           | Tyson                   |
| Brooke Nevin           | Dr. Langley             |

## Producción
La producción de The Thinning: New World Order comenzó en noviembre de 2017 y terminó en diciembre del mismo año.